# Zeitschrift für Öffentliches Recht in Norddeutschland
Die Zeitschrift für Öffentliches Recht in Norddeutschland (abgekürzt: NordÖR) ist eine juristische Fachzeitschrift, in der bedeutende landesrechtliche Themen der fünf norddeutschen Länder Bremen, Hamburg, Mecklenburg-Vorpommern, Niedersachsen und Schleswig-Holstein veröffentlicht werden, insbesondere Aufsätze zu den „nassen“ Fragen der Küstenregion in Landesverwaltung und Landesgesetzgebung sowie die Rechtsprechung der Oberverwaltungsgerichte.

## Kurzcharakteristik
Die fünf norddeutschen Küstenländer verbindet eine Vielzahl vergleichbarer verwaltungsrechtlicher Problemstellungen, was sich auch in parallelen landesrechtlichen Bestimmungen zeigt. Dementsprechend ist auch die Verwaltungsrechtsprechung in diesem Bereich von übergreifendem Interesse. Die Zeitschrift für Öffentliches Recht in Norddeutschland – NordÖR – wird von Richterinnen und Richtern der Verwaltungs- und Oberverwaltungsgerichte der fünf norddeutschen Küstenländer geführt. Die NordÖR vermittelt ein aktuelles und vollständiges Bild des Staats- und Verwaltungsrechts im norddeutschen Raum. Die praxisrelevante Rechtsprechung – insbesondere der Oberverwaltungsgerichte und Verfassungsgerichte – wird umfassend dokumentiert. Die Aufsätze, Informationen und Beiträge im aktuellen Forum richten sich an alle an der Entwicklung des öffentlichen Rechts in Norddeutschland Interessierten.

## Der Aufbau
Die Zeitschrift erscheint 11× jährlich (Doppelheft Juli/August) mit ca. 44 Seiten und enthält:
- in jedem Heft Aufsätze zu norddeutschen Themen, in denen Autoren aktuelle Fragen für Praktiker in Anwaltschaft, Rechtsprechung und Verwaltung aufbereiten und besprechen,
- ein „Aktuelles Forum“, in dem Praktiker in kurzer, prägnanter Form zu aktuellen Gesetzesvorhaben, neuen Gerichtsentscheidungen oder konkreten Verwaltungsfragen kritisch Stellung nehmen,
- einen aktuellen Informationsteil mit Nachrichten aus Gesetzgebung, Verwaltung und Gerichten sowie sonstigen Mitteilungen von spezifisch norddeutschem Interesse,
- einen nach Sachgebieten gegliederten Rechtsprechungsteil mit praxisgerecht aufbereiteten Entscheidungen aus allen fünf Ländern; darüber hinaus wird die Rechtsprechung in Leitsätzen dokumentiert.

## Herausgeber
Die Zeitschrift für Öffentliches Recht in Norddeutschland wird herausgegeben von Ivo Appel (geschäftsführender Direktor der Forschungsstelle Umweltrecht, Universität Hamburg), Wilfried Erbguth (Universität Rostock), Hans-Jürgen Ermisch (Rechtsanwalt, Fachanwalt für Verwaltungsrecht, Hamburg), Thomas Groß (Universität Osnabrück), Hannelore Kohl (Präsidentin des Landesverfassungsgerichts Mecklenburg-Vorpommern), Friedrich-Joachim Mehmel (Präsident des OVG Hamburg), Hubert Meyer (Geschäftsführendes Vorstandsmitglied des Niedersächsischen Landkreistages), Ilsemarie Meyer (Präsidentin des Staatsgerichtshofs Bremen und Präsidentin des OVG Bremen), Herwig van Nieuwland (Präsident des Niedersächsischen Staatsgerichtshofs und des OVG Lüneburg), Ulrich Ramsauer (Rechtsanwalt, Hamburg, Universität Hamburg, Vorsitzender Richter am OVG Hamburg a. D.), Michael Sauthoff (Präsident des OVG Mecklenburg-Vorpommern und des FG Mecklenburg-Vorpommern), Utz Schliesky (Direktor des Schleswig-Holsteinischen Landtages), Maren Thomsen (Präsidentin des OVG Schleswig).

## Verlag
Die Zeitschrift erscheint seit 1997 monatlich im Nomos Verlag mit einer Auflage von zunächst 1100, heute 800 Exemplaren. Der Nomos-Verlag hat seinen Sitz in Baden-Baden und gehört seit 1999 zur VERLAG-C.H.BECK-Gruppe.

## Redaktion

### Zentrale Schriftleitung
- Ulrich Ramsauer, Universität Hamburg, Fakultät für Rechtswissenschaft.
- Ute Lewin-Bleeker

### Landes-Schriftleitungen
- Bremen: Björn Harich, Vizepräsident des OVG Bremen.
- Hamburg: Günther Ungerbieler, Vizepräsident des OVG Hamburg; RiOVG Heinz Albers, OVG Hamburg.
- Mecklenburg-Vorpommern: Michael Sauthoff, OVG Greifswald, FG Greifswald;  Martin Redeker, OVG Greifswald; Hajo Amelsberg, VG Greifswald.
- Niedersachsen:  Dieter Muhsmann, Vorsitzender Richter am OVG Lüneburg; Alexander Weichbrodt, OVG Lüneburg.
- Schleswig-Holstein: Reinhard Wilke, Birgit Voß-Güntge, OVG Schleswig.

## Redaktioneller Beirat
- Bremen: Manfred Ernst, Fachanwalt für Verwaltungsrecht, Bremerhaven; Peter Guhl, Fachanwalt für Verwaltungsrecht, Bremen; Rainer Kulenkampff, Fachanwalt für Verwaltungsrecht, Bremen.
- Hamburg: Holger Schwemer, Fachanwalt für Verwaltungsrecht, Hamburg; Klaus Willenbruch, Fachanwalt für Verwaltungsrecht, Hamburg.
- Mecklenburg-Vorpommern: Kai Krohn, Fachanwalt für Verwaltungsrecht, Greifswald.
- Niedersachsen: Alexander Blume, Fachanwalt für Verwaltungsrecht, Lüneburg; Uta Rüping, Fachanwältin für Verwaltungsrecht, Hannover.
- Schleswig-Holstein: Christian Becker, Fachanwalt für Verwaltungsrecht, Kiel; Jan-Christian Erps, Geschäftsführer des Landkreistags Schleswig-Holstein; Silke Reimer, Fachanwältin für Verwaltungsrecht, Bad Schwartau.

## Ausgaben
Die Zeitschrift erscheint in einer gedruckten Version (ISSN 1435-2206, ZDB-ID 1423131-1) und seit dem 9. Jahrgang (Jahr 2006) auch in einer Online-Ausgabe (ZDB-ID 2524155-2). Im Jahr 1999 erschien sie zudem in einer CD-ROM-Ausgabe (ZDB-ID 2036894-X).